# Hraniční přechod Veľké Slemence-Mali Selmenci

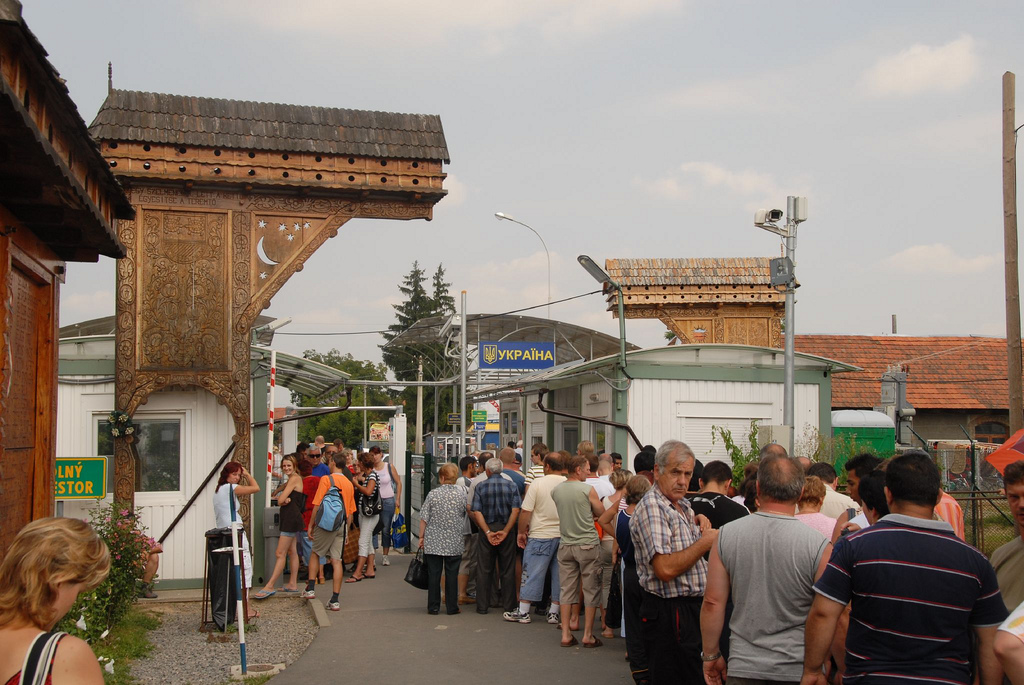

Hraniční přechod Veľké Slemence-Mali Selmenci, který slovenské ministerstvo vnitra vede pod názvem „Hraniční přechod Veľké Slemence-Mali Slemenci“,  je silniční hraniční přechod pro pěší a cyklisty mezi obcí Veľké Slemence, která se nachází v okrese Michalovce na Slovensku, a obcí Mali Selmenci (ukrajinsky Малі Селменці, maďarsky Kisszelmenc, česky  a slovensky Malé Slemence) na Ukrajině. Slemence byly před rokem 1946 jednou obcí, Hraniční přechod byl otevřen v roce 2005 a v roce 2014 byl rekonstruován.
Silniční hraniční přechod Veľké Slemence-Mali Selmenci je v provozu denně, a to od 8 do 20 hod. Přechod mohou využívat občané Ukrajiny a Evropského hospodářského prostoru. Na obou stranách hranice jsou vyřezávané Sikulské brány a tabule s názvem obce ve staromaďarském písmu rovas.